# Mormonia haitzi
Mormonia haitzi är en fjärilsart som beskrevs av Bang-haas 1936. Mormonia haitzi ingår i släktet Mormonia och familjen nattflyn. Inga underarter finns listade i Catalogue of Life.